# Jean-Charles-Léonard Simonde de Sismondi

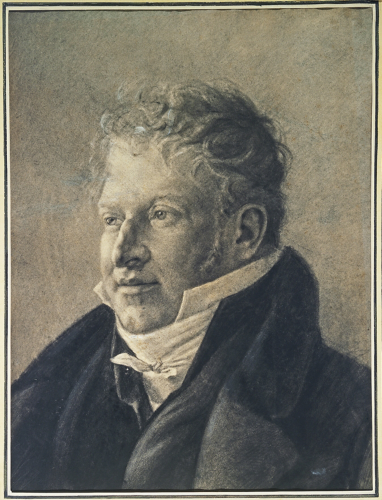
Jean-Charles-Léonard Simonde de Sismondi (um 1800), gemalt von Anne-Louis Girodet-Trioson

Jean-Charles-Léonard Simonde de Sismondi (* 9. Mai 1773 in Genf; † 25. Juni 1842 in Chêne-Bougeries) war ein Schweizer Ökonom und Historiker. Er gilt als einer der ersten bedeutenden Kritiker der klassischen englischen Nationalökonomie.

## Leben
Sismondi entstammte einer alten italienischen Adelsfamilie, die im Jahre 1524 aus Pisa nach Frankreich eingewandert war und in der Dauphiné lebte. Nach dem Edikt von Fontainebleau 1685 wanderte die Hugenotten-Familie Symond nach Genf ein, wo sie die Schreibweise später in Simonde änderte. Sismondi selbst fügte dem Familiennamen um 1796/97, während des Exils in der Toskana, den Prädikatsnamen (de) Sismondi an, da er überzeugt war, dass seine Familie ursprünglich von dem sehr alten pisanischen Patriziergeschlecht Sismondi abstamme.

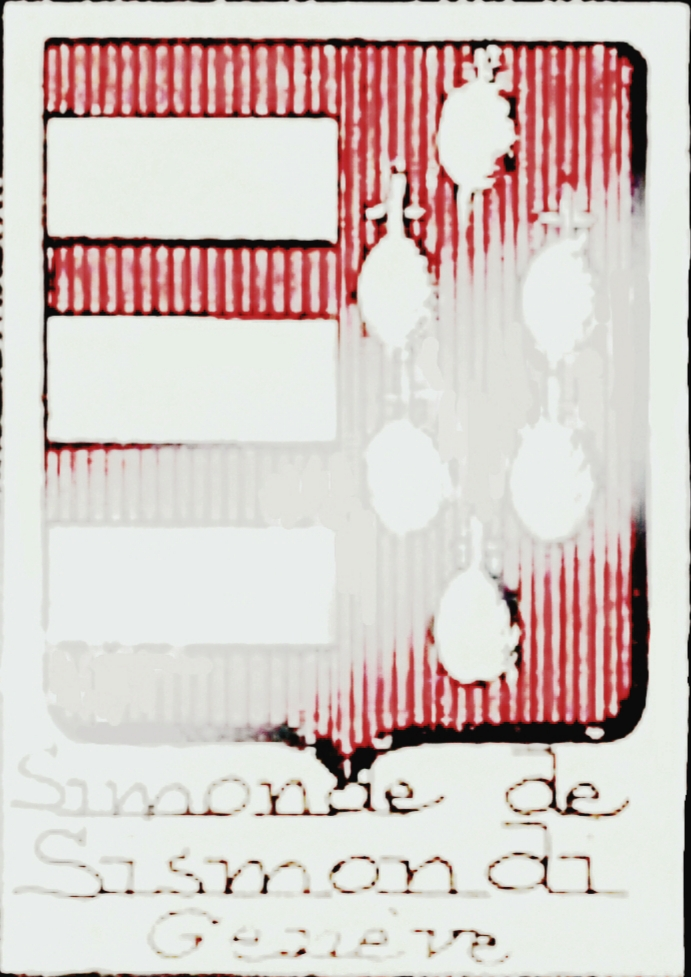
Wappen Simonde de Sismondi

Entsprechend spiegelte dies das geführte Familienwappen wider, das auch die französischen Simond de Moydier führten: vorn das Stammwappen derer Sismondi, von denen nach einer Theorie auch das neapolitanische Adelshaus Caraffa abstammen soll: drei silberne Balken; hinten sechs silberne Oliven; alles auf rotem Grund.
Sein Vater Gédéon-François Simonde († 1810) war Pastor und Mitglied des Genfer Rats der Zweihundert. Beide Elternteile Sismondis gehörten Familien der Genfer großbürgerlichen Oberschicht an. Durch erfolgreiche Handelsunternehmungen waren sie sehr wohlhabend geworden. Sismondis Mutter Henriette-Gabrielle-Esther (1748–1821) war die Tochter von Pierre Girodz (1715–1792), der sie mit einer ansehnlichen Mitgift, großteils in Immobilien, ausgestattet hatte. Durch sie war Sismondi auch ein Großcousin des aus Genf stammenden Obersts Alphonse Girodz de Gaudy (1770–1839), dem 1827 der preußische Adelsstand zuerkannt wurde und der der Vater des Generalleutnants Alfons Girodz von Gaudi (1818–1888) war.
Seine Kindheit verbrachte Sismondi auf dem Landsitz der Familie im nahegelegenen Châtelaine. Er besuchte Schulen in Genf und schloss 1792 in Lyon eine kaufmännische Lehre ab. Ansonsten war er ein Autodidakt. 1792 hatte er an der Genfer Akademie ein Studium der Rechtswissenschaften aufgenommen, brach es aber 1793 ab, weil er mit seiner Familie bis 1794 vor der Genfer Revolution nach England fliehen musste. → Geschichte des Kantons Genf. Nach Rückkehr nach Genf wurden Vater und Sohn festgenommen und ihr Vermögen fast ganz beschlagnahmt. So kaufte die Familie in der Toskana das Gut Il podere di Valchiusa bei Pescia. Im Herbst 1800 kehrte Sismondi nach Genf zurück, wo er schließlich vermehrt literarisch tätig wurde. Er nahm an einem Gesprächskreis von Schriftstellern und Gelehrten teil, der sich um Madame de Staël im Schloss Coppet versammelte und später als „Coppet-Gruppe“ (Groupe de Coppet) bekannt wurde.
1819 heiratete er die Engländerin Jessie Allen (1777–1853), die eine Tante von Charles Darwin war bzw. von dessen Ehefrau Emma Darwin geb. Wegwood, welche auch dessen Cousine war.
Achim Toepel schreibt, „Sismondi gehört zu jenen in der Vergangenheit häufig anzutreffenden großen Gelehrten, deren wissenschaftliche Systeme eine umspannende Weite des geistigen Horizonts aufweisen. Neben der ökonomischen Theorie gibt es bei ihm die in sich abgeschlossene Staats- und Gesellschaftstheorie, in dem Buch ‚Forschungen über die Verfassungen der freien Völker‘ niedergelegt, das gewaltige Geschichtswerk, in der 30bändigen ‚Geschichte der italienischen Freistaaten im Mittelalter‘ und in der 33bändigen ‚Geschichte der Franzosen‘ zu finden, und schließlich das sich aus vier Bänden zusammensetzende literarisch-historische Werk ‚Die Literatur des südlichen Europas‘“.

## Der Ökonom
Sismondi hat seinen Ruf als Wirtschaftswissenschaftler durch sein Werk Nouveaux principes d’économie politique, ou de la richesse dans ses rapports avec la population begründet, das 1819 erschienen ist, zwei Jahre nach dem Hauptwerk David Ricardos. Die wesentlichsten Gedanken desselben wurden schon 1815 für einen Artikel in Brewsters Edinburgh Encyclopaedia niedergeschrieben, der aber erst hernach veröffentlicht wurde. In den Études sur l’économie politique hat Sismondi seine Hauptthesen weiter ausgebaut.

### Krisentheorie
Historischer Auslöser für Sismondis kritische Wendung gegen zentrale Lehren der klassischen Nationalökonomie war die Erfahrung der Absatzkrisen der Jahre 1815 und 1818/19, die im Zusammenhang mit dem Beginn und dem Ende der Kontinentalsperre zu sehen sind. Sismondi wies gegenüber den klassischen Nationalökonomen, die fast durchweg vom Sayschen Gesetz ausgingen, nachdrücklich auf die Möglichkeit einer technologisch bedingten Arbeitslosigkeit hin, die durch die Maschinisierung der Produktionsprozesse hervorgerufen wird. Was theoretische Erkenntnisse angeht, so sind vor allem Sismondis Argumentation gegen Says Gesetz beachtlich sowie seine „Unterkonsumtionstheorie“ zur Erklärung von Wirtschaftskrisen. Er geht vom Dogma Adam Smith’ aus, der den Wert des jährlichen Gesamtprodukts mit der Summe aus Einkommen Lohn, Profit und Rente gleichsetzt und den Wert des verbrauchten konstanten Kapitals (Maschinen, Rohstoffe usw.) unberücksichtigt lässt, und sagt, dass sich das Produkt eines jeden Jahres nur gegen das Einkommen des jeweils vorangegangenen Jahres austausche. Produktion und Absatz klafften auseinander, weil in einer wachsenden Wirtschaft das kleinere Einkommen der Vorperiode stets die höhere Produktion der laufenden Periode nachfragen würde. Die verzögerte Nachfragewirkung des Einkommens begründe eine permanente Unterkonsumtionskrise. Die kapitalistische Wirtschaft neige fortwährend dazu, mehr zu produzieren, als sie konsumieren kann. Smith und Ricardo irrten daher, indem sie befürworteten, die Produktion auszudehnen, weil sie dadurch den Widerspruch zwischen der Produktion und der Konsumtion nur noch vergrößerten. Einen weiteren Grund der Krise sieht Sismondi in der ungleichen Einkommensverteilung. Einkommensstruktur und Produktionsstruktur drifteten auseinander. Lohnempfänger könnten sich keine hochwertigen Güter leisten, ihre Einkommen reichten, wenn überhaupt, gerade für das Dringendste. Unternehmer und Profitbezieher fänden auf dem heimischen Markt nicht genügend Luxuswaren oder zögen diesen ausländische Kostbarkeiten vor. Ein Teil der jährlichen Produktion bliebe unabsetzbar, weil er nicht der heimischen Einkommens- und Nachfragestruktur entspräche. Die Hauptursache des zur Krise führenden Widerspruchs zwischen der Produktion und der Konsumtion aber sah Sismondi in der Trennung von Arbeit und Eigentum. „Wir befinden uns in einer Lage, die für die Gesellschaft gänzlich neu ist“, sagt Sismondi, „wir streben dahin, jede Art Eigentum von jeder Art Arbeit zu trennen.“ Dadurch konzentriere sich der Reichtum in den Händen weniger, die kleinen Warenproduzenten würden ruiniert und proletarisiert, die Arbeiter verarmten. Die größer werdende Produktion stöße auf eine mangelnde Konsumtionsfähigkeit, der innere Markt verenge sich. Sismondi sah unter diesen Bedingungen die Lösung darin, auf fremden Märkten Absatzwege zu finden und zurückzukehren zur einfachen Warenproduktion, die Eigentum und Arbeit wieder zusammenführe. Achim Toepel lobt bei allen Unzulänglichkeiten Sismondis Krisentheorie. Bei ihm „lassen sich die Krisen… nicht auf irgendwelche außergewöhnlichen Störungen des kapitalistischen Wirtschaftsablaufs (Naturkatastrophen, politische Ereignisse etc.) zurückführen. Krisen sind für ihn Erscheinungen, die aus den kapitalistischen Produktions- und Eigentumsverhältnissen mit unabänderlicher Gesetzmäßigkeit entspringen. Mit dieser großartigen Idee hatte Sismondi das ökonomische Denken seiner Zeit um eine wichtige Erkenntnis bereichert.“
Sismondis Angriff auf die Freihändler und die Ricardianer wurde von vielen aus politischen oder ethischen Gründen befürwortet, weil er nicht wie Adam Smith den Wohlstand oder David Ricardo die Entwicklung der Produktivkräfte, sondern den Menschen in den Mittelpunkt stellte. Sismondi hingegen sagte, dass ihn nicht nur seine Feinde, sondern auch seine Freunde schamrot werden ließen; mitnichten wolle er sich durch seine Kritik an den offenkundigen Widersprüchen der Produktions- und Verteilungsverhältnissen dem technischen Fortschritt entgegenstellen. Karl Marx stellte sich in diesem Punkt auf die Seite Ricardos, denn Produktion der Produktion halber besage hier nichts anderes als die Entwicklung der menschlichen Produktivkräfte, also „Entwicklung des Reichtums der menschlichen Natur als Selbstzweck“. Sismondi habe, so Marx, nur denjenigen gegenüber recht, die den Widerspruch zwischen der Entwicklung der Gattung und der Entwicklung des Einzelnen vertuschen wollten.

### Die Kontroverse
In einem wie seinerzeit üblich anonym veröffentlichten Artikel im Edinburgh Review war John Ramsay McCulloch gegen Robert Owen zu Felde gezogen. Dessen Reformpläne würden nicht die bei den wirklichen Ursachen des Elends des Proletariats ansetzen; diese seien gemäß Ricardos Grundrententheorie der Übergang zur Bebauung unfruchtbarer Landstriche, die Kornzölle sowie die für Pächter und Fabrikanten zu hohen Steuern. Denn Owen habe eine irrige Theorie von Sismondi angenommen, wonach ein unregulierter Wettbewerb die Industrie dazu treibe, durch Einsatz von Maschinen mehr zu produzieren, als Nachfrage dafür da sei.
Auf diesen Angriff reagierte Sismondi 1820 in Pellegrino Rossis Annales de Jurisprudence mit dem Artikel „Untersuchung der Frage: Wächst in der Gesellschaft zugleich mit der Fähigkeit zu produzieren auch die Fähigkeit zu verbrauchen?“ Am Beispiel der Leipziger Buchmesse zeigte er gegen McCullochs These, das Angebot einer Art von Gut bestimme die Nachfrage nach einem anderen, dass es mitnichten der Fall sei, dass ein Buch gegen ein anderes Buch getauscht werde, hingegen es sehr wohl der Fall sein könnte, dass nach der Messe Bücher unverkauft zurückblieben.
Im Kern ging es hier nach Rosa Luxemburg um die Frage: „Wo findet man Abnehmer für den Überschuß an Waren, wenn ein Teil des Mehrwerts, statt von den Kapitalisten privat konsumiert zu werden, kapitalisiert, d. h. zur Erweiterung der Produktion über das Einkommen der Gesellschaft hinaus verwendet wird?“ Sismondi hatte das richtige Gespür für das Problem, konnte sich aber nicht mit einer stringenten Argumentation durchsetzen, weil er ebenso wie sein Gegner und zuvor schon Adam Smith den Ersatz des verschlissenen konstanten Kapitals bei der „einfachen Reproduktion“ nicht berücksichtigte.
Im Buch IV seiner Nouveaux principes, im Kapitel VII: Von der Teilung der Arbeit und von den Maschinen sowie im Buch VII, Kapitel VII: Maschinen schaffen eine überflüssige Bevölkerung hatte Sismondi die ricardianische „Kompensationstheorie“ frontal angegriffen, dass Maschinen immer mindestens genauso viel Beschäftigung schafften, wie sie ersetzten. In der 3. Auflage seiner Principles fügte nun Ricardo ein neues Kapitel an, worin er die Kompensationstheorie fallen ließ. In seinem letzten Lebensjahr noch traf sich Ricardo mit Sismondi in Genf, um diese Frage zu diskutieren, wobei sie die Möglichkeit des Außenhandels außen vor ließen: Schafft die Produktion aus sich selbst heraus, d. h. durch ihre eigene Vermehrung, eine entsprechend große Nachfrage? – In der Folgezeit führte Sismondi über dieselbe Frage auch noch eine direkte Kontroverse mit Jean-Baptiste Say.
Innerhalb der marxistischen Wirtschaftstheorie verlängerte sich die Kontroverse auf der Grundlage der Reproduktionsschemata des zweiten Bandes des Kapital. Als W. I. Lenin gegen die Argumente der Narodniki nachzuweisen suchte, dass in Russland eine Entwicklung zum Kapitalismus ökonomisch gangbar sei, richtete sich seine Polemik gegen Sismondis Argumentation, die die Widersprüche in der Kapitalakkumulation hervorgehoben hatte. Demgegenüber trachteten Marxisten danach, die eine universelle Zusammenbruchstendenz des Kapitalismus nachzuweisen suchten, die Marxschen Reproduktionsschemata mit ökonomischen Widersprüchen und Krisentendenzen (im Sinne von Sismondi) zu vereinbaren. Kritisch wird Sismondi zusammen mit Robert Malthus als klassischer Vertreter der Unterkonsumtionstheorie gesehen.

### Einordnung und Beurteilung
Sismondi gilt in der Geschichte der Wirtschaftswissenschaften wie später die sog. Kathedersozialisten als Befürworter von Interventionismus und einer stärker historisch-realistischen, freihandelskritischen Betrachtungsweise. Denn er übte scharfe Kritik an der Lehre des Laissez faire und trat stattdessen für eine Arbeiterschutzgesetzgebung ein sowie für eine führende Rolle des Staates in der Wirtschaft.

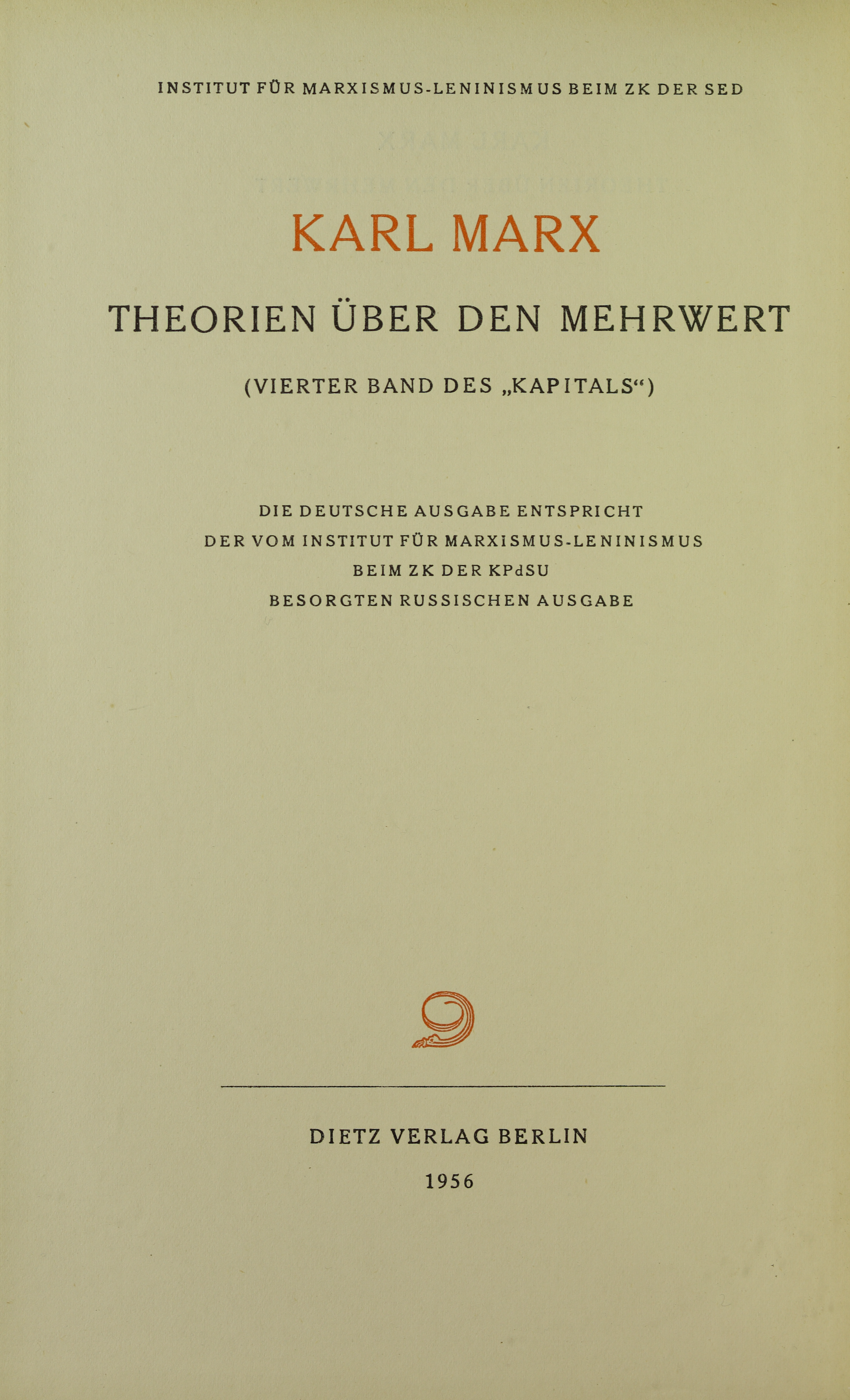
Karl Marx, Theorien über den Mehrwert, 1956

Als direkter Schüler wird Eugène Buret genannt. Theoretisch „auf den Anschauungen Sismondis fußend, hat Buret allerdings seinen Reformprojekten mehr Kühnheit und Nachdruck verliehen und dadurch einen gewissen Einfluss auf manche sozialistische Schriftsteller in Frankreich ausüben können… Während bei Sismondi die Darlegung der zur Bekämpfung des Übels erforderlichen Maßnahmen nur sehr zögernd geschieht… stehen bei Buret die Projekte zur Überwindung der Widersprüche des sozialen Elends im Mittelpunkt seines Werkes.“ Ein zweiter Schüler Sismondis ist Villeneuve-Bargemont, der gegenüber Sismondi christliche Grundsätze in die Politische Ökonomie zu integrieren versucht und so als erster einen Weg in der Politischen Ökonomie beschreitet, „auf welchem ihm später noch andere Denker gefolgt sind und der schließlich in dem System des sozialen Mystizismus Ruskins und Tolstois gipfelt.“ In den Grundrissen der Kritik der politischen Ökonomie von Karl Marx taucht des Öfteren der Name von Antoine-Elisé Cherbuliez auf, der dort als „Sismondist“ bezeichnet wird. Marx zögerte, Cherbuliez gesondert abzuhandeln, da das meiste in dessen Buch „sismondisch“ sei, bzw. ein „sonderbares Kompositum von Sismondischen und Ricardoschen Antagonismen“ darstelle.
Von den Zeitgenossen wurden Adolphe Jérôme Blanqui und Joseph Droz, die frühen utopischen Sozialisten Henri de Saint-Simon und Charles Fourier durch Sismondi beeinflusst, später dann auch Louis Blanc, Johann Karl Rodbertus oder Karl Marx. Marx selbst sagt über Sismondi, dieser zeichne sich dadurch aus, dass er die soziale Formbestimmtheit des Kapitals als das Wesentliche betone und darin den wesentlichen Unterschied der kapitalistischen Produktionsweise von anderen sehe. Die klassische politische Ökonomie ende in England mit David Ricardo, in Frankreich mit Sismondi. „Wenn in Ricardo die politische Ökonomie rücksichtslos ihre letzte Konsequenz zieht… ergänzt Sismondi diesen Abschluss, indem er ihren Zweifel an sich selbst stellt.“ Marx lobt den kritischen Teil der Auffassungen Sismondis. Dessen Lösungsvorschläge beurteilt er als kleinbürgerlich-romantisch und reaktionär. Sismondi „zergliedert höchst scharfsinnig die Widersprüche in den modernen Produktionsverhältnissen. Er enthüllte die gleisnerischen Beschönigungen der Ökonomen. Er wies unwiderleglich die zerstörenden Wirkungen der Maschinerie und der Teilung der Arbeit nach, die Konzentration der Kapitalien und des Grundbesitzes, die Überproduktion, die Krisen, den notwendigen Untergang der kleinen Bürger und Bauern, das Elend des Proletariats, die Anarchie in der Produktion, die schreienden Missverhältnisse in der Verteilung des Reichtums, den industriellen Vernichtungskrieg der Nationen untereinander, die Auflösung der alten Sitten, der alten Familienverhältnisse, der alten Nationalitäten. Seinem positiven Gehalte nach will dieser Sozialismus entweder die alten Produktions- und Verkehrsmittel wiederherstellen und mit ihnen die alten Eigentumsverhältnisse und die alte Gesellschaft, oder er will die modernen Produktions- und Verkehrsmittel in den Rahmen der alten Eigentumsverhältnisse, die von ihnen gesprengt wurden, gesprengt werden mussten, gewaltsam wieder einsperren. In beiden Fällen ist er reaktionär und utopistisch zugleich. Zunftwesen in der Manufaktur und patriarchalische Wirtschaft auf dem Land, das sind seine letzten Worte.“
Lenin urteilt ähnlich über Sismondi: „Im Gegensatz zu den klassischen Ökonomen, die bei ihren Systemen eine schon ausgebildete kapitalistische Gesellschaftsordnung im Auge hatten und die Arbeiterklasse als gegeben und selbstverständlich voraussetzten, hebt Sismondi gerade den Prozess des Ruins der Kleinproduzenten hervor, den Prozess, der zur Bildung der Arbeiterklasse geführt hat. Dass sich Sismondi durch den Hinweis auf diesen Widerspruch in der kapitalistischen Gesellschaft ein Verdienst erworben hat, ist unbestreitbar, doch hat er als Ökonom nicht vermocht, diese Erscheinung zu verstehen, und hat seine Unfähigkeit zu einer konsequenten Analyse mit ‚frommen Wünschen‘ bemäntelt.“ Er vermochte die Analyse der Klassiker in keinem Punkte weiterzuführen, beschränkt sich „auf eine sentimentale Kritik am Kapitalismus vom Standpunkt des Kleinbürgers“. „Seine Utopie antizipierte nicht die Zukunft, sondern restaurierte die Vergangenheit; er blickte nicht vorwärts, sondern zurück.“
Die bedeutendste Errungenschaft sieht Joseph Schumpeter darin, dass Sismondi explizit ein dynamisches Modell zur Analyse formulierte, welches mit einem Periodenschema arbeitet.

## Der Historiker
Als Sismondis größte Leistung nennt Schumpeter dessen 16-bändige Geschichte der italienischen Republiken des Mittelalters. Auch seine Geschichte des Untergangs des römischen Imperiums enthielte interessante soziologische Ausblicke und Analysen.
Mit De la littérature du midi de l’Europe veröffentlichte Sismondi 1813 die erste Literaturgeschichte, die die Gesamtheit der romanischen Literaturen (also der altfranzösischen, provenzalischen, italienischen, spanischen und portugiesischen) vom Mittelalter bis zum 18. Jahrhundert darzustellen suchte. Im Anschluss an deutsche Romantiker wie August Wilhelm Schlegel begriff er diese als Ausdruck einer eigentümlich romanischen Geisteshaltung und als eine von Grund auf romantische Literatur, in der die mittelalterliche Geisteswelt der „Liebe, Ritterlichkeit und Religion“ bis heute fortwirke. Allein die französische Literatur habe nach dem Mittelalter mit dieser Tradition gebrochen, indem sie sich griechischen und römischen Vorbildern zuwandte; sie bleibe daher „in Hinblick auf Empfindsamkeit, Begeisterung, Wärme, Tiefe und Wahrheit der Gefühle“ hinter ihren romanischen Schwesterliteraturen weit zurück und wird in seinem Werk somit auch ausgeklammert. Die vier Bände von De la littérature du midi de l’Europe markieren zusammen mit den späteren Werken von Claude Fauriel die Hinwendung der französischen Literaturgeschichtsschreibung zu einem romantischen Paradigma, das gegenüber dem bislang vorherrschenden klassizistischen Stilideal die Urwüchsigkeit der Volksdichtung und der mittelalterlichen Literaturen als unmittelbaren, charakteristischen Ausdruck des jeweiligen „Volksgeistes“ wertete. Sismondi plante weitere Bände zur Darstellung auch der germanischen und slawischen Literaturen, gab dieses Vorhaben jedoch wegen mangelnder Sprachkenntnisse auf.

## Werke (Auswahl)

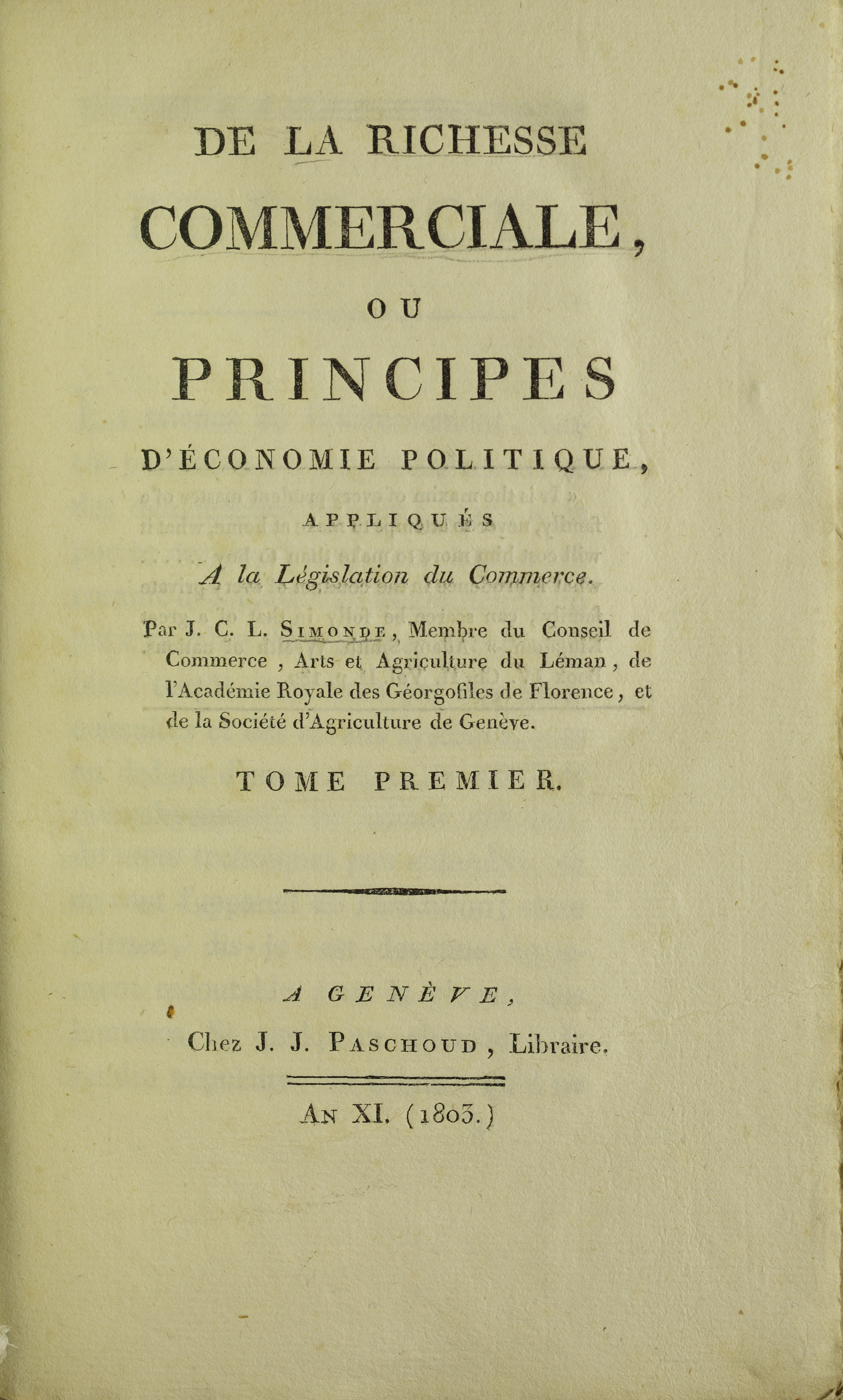
De la richesse commerciale, 1803

- Tableau de l’agriculture toscane (1801)
- De la richesse commerciale (1803)
- Histoire des républiques italiennes du Moyen Âge (1807–1818) online
  - dt. Geschichte der italienischen Freistaaten im Mittelalter. Aus dem Französischen. 16 Bde. Zürich : Geßner 1807–1824
  - dt. Geschichte der italienischen Freistaaten im Mittelalter (aus dem Französischen übersetzt von Friedrich Wilhelm Bruckbräu), Teil 1, Augsburg 1836, online.
- De la littérature du midi de l’Europe (1813)
- De l’intérêt de la France à l’égard de la traite des nègres (1814)
- Examen de la Constitution française (1815)
- Économie politique (1815)
- Nouveaux principes d’économie politique, ou de la richesse dans ses rapports avec la population (1819)
- Histoire des Français (1821–1844)
- Les colonies des anciens comparées à celles des modernes (1837)
- Études de sciences sociales (1837)
- Études sur l’économie politique (1837)
- Précis de l’histoire des Français (1839)
- Fragments de son journal et correspondance (1857)